# Alexander von Hartmann
Alexander von Hartmann, nemški general, * 11. december 1890, † 26. januar 1943.

## Napredovanja
- nadporočnik (1915)
- stotnik (1918)
- major (1931)
- podpolkovnik (1934)
- polkovnik (1937)
- generalmajor (1941)
- generalporočnik (1942)
- general pehote (1943) posmrtno